# Wibhuti
Wibhuti (dewanagari विभूति:, trl. vibhūtiḥ, dosłownie „niematerialny”, „pozaziemski”, „nadziemski”) – termin odnoszony po pierwsze do cudownych, magicznych czy charyzmatycznych mocy osiąganych przez siddhów,
a po drugie do świętego popiołu o białawym kolorze jaki materializuje się w obecności niektórych hinduskich świętych jak Shirdi Sai Baba, Sathya Sai Baba
czy Swami Premananda.
Trzeci rozdział księgi Jogasutry napisanej przez ryszi Patandźali nosi tytuł Wibhutipadah i poświęcony jest metodom rozwijania cudownych czy raczej nadziemskich magicznych zdolności, mocy i charyzmatów (siddhi).